# Алиса Фрайндлих
Алиса Бруновна Фрайндлих (родена на 8 декември 1934 г. в Ленинград, Съветски съюз) е руска актриса и певица.

## Биография
Алиса Фрайндлих е дъщеря на руския актьор от немски произход Бруно Фрайндлих.
Фрайндлих учи актьорско майсторство в Държавния институт за театър, музика и кинематография в Ленинград. През 1957 г. се присъединява към трупата на театър „Комисаржевская“. От 1961 г. работи в театър „Ленсовет“. Играе както модерни, така и класически роли: кралица Елизабет в „Мария Стюарт“, Раневская във „Вишнева градина“ на Антон Чехов и госпожа Пийчъм в „Опера за три гроша“.
Актьорската ѝ кариера започва през 1958 г. във филм на Владимир Венгеров. Тя участва в детския филм „Спаси се“ (1961) и става популярна през 1965 г. с ролята си във филм на Елем Климов. През 1977 г. играе кралицата в приказния филм „Принцесата и граховото зърно“. Успешна е и ролята ѝ на Людмила Калугина в „Любов в офиса“ (1977) на Елдар Рязанов. Акценти във филмовата ѝ кариера включват ролята на съпругата на главния герой в „Сталкер“ (1979) на Андрей Тарковски и ролята на Анна Вирубова в „Агония“ (1981) на Елем Климов.
През 1971 г. е удостоена със званието „Народен артист на РСФСР“, а през 1981 г. – със званието „Народен артист на СССР“.

## Филмография (селекция)
| От   | Заглавие                     |
| ---- | ---------------------------- |
| 1961 | Спаси се, ако можеш!         |
| 1969 | Ljubit… Lieben…              |
| 1977 | Принцесата и граховото зърно |
| 1977 | Любов в офиса                |
| 1979 | Сталкер                      |
| 1979 | Старомодна комедия           |
| 1981 | Агония                       |
| 1984 | Горчив романс                |